# Yap (brazda)
Brazda Yap (ili Zapadnokarolinska brazda) je brazda u Tihom oceanu koja se nalazi istočno od Filipina. 
Brazda je duga oko 650 km, a najveća izmjerena dubina iznosi 8.527 m. Dio je lanca brazda koji počinje na jugozapadnom rubu Beringova mora i nastavlja južnije prema Filipinskoj brazdi. Dio tog lanca su i Kurilski otoci, Japan, otočje Izu te Marijanska brazda.